# Chengdu Holiday lnn Crowne Hotel
Le Chengdu Holiday lnn Crowne Hotel  (成都总府皇冠假日酒店) est un gratte-ciel de 110 mètres de hauteur construit en 1993  à Chengdu dans le centre de la Chine.
Il abrite sur 30 étages un hôtel de la chaine Crowne Plaza avec 434 chambres.
L'architecte est la société China State Construction Engineering Corporation
La surface de plancher est de 83 000 m².